# Naso elegans
A Naso elegans a sugarasúszójú halak (Actinopterygii) osztályának sügéralakúak (Perciformes) rendjébe, ezen belül a doktorhalfélék (Acanthuridae) családjába tartozó faj.

## Előfordulása
A Naso elegans az Indiai-óceánban fordul elő. A Vörös-tengertől kezdve a Dél-afrikai Köztársaságbeli Durbanig sokfelé megtalálható. Továbbá az Indiai-óceán számos szigete környékén fellelhető. A legkeletibb állománya az indonéziai Bali környékén él. Ez a halfaj hiányzik az Ománi-öbölből, a Perzsa-öbölből és India környékéről. Korábban a rúzsos doktorhal (Naso lituratus) indiai-óceáni állományának vélték.

## Megjelenése
Ez a halfaj általában 35 centiméter hosszú, de 45 centiméteresre is megnőhet. A hátúszóján 6 tüske és 26-30 sugár, míg a farok alatti úszóján 2 tüske és 27-30 sugár ül. A sárga hátúszójának a töve kék, rajta pedig fekete sáv húzódik. A farok alatti úszó és a hasúszók sötét barnák. A hátúszó és a farok alatti úszó szélei vékony, kék csíkkal szegélyezettek; e csíkok mellett, párhuzamosan fekete csíkok is vannak. A farokúszó sárga; felső és alsó része feketén szegélyezett; a farokúszón függőlegesen egy fekete sáv húzódik. A kifejlett hím példányoknál, a farokúszó két nyúlványának a végeiből egy-egy vékony szál nyúlik ki.

## Életmódja
Trópusi és tengeri hal, amely a korallzátonyokon él. 5-30 méteres mélységekben lelhető fel. A tengerparti részeket és a védett korallzátonyokat kedveli, ahol kisebb rajokban úszik. Tápláléka az algák.

## Felhasználása
A Naso eleganst ipari mértékben halásszák.

## Képek

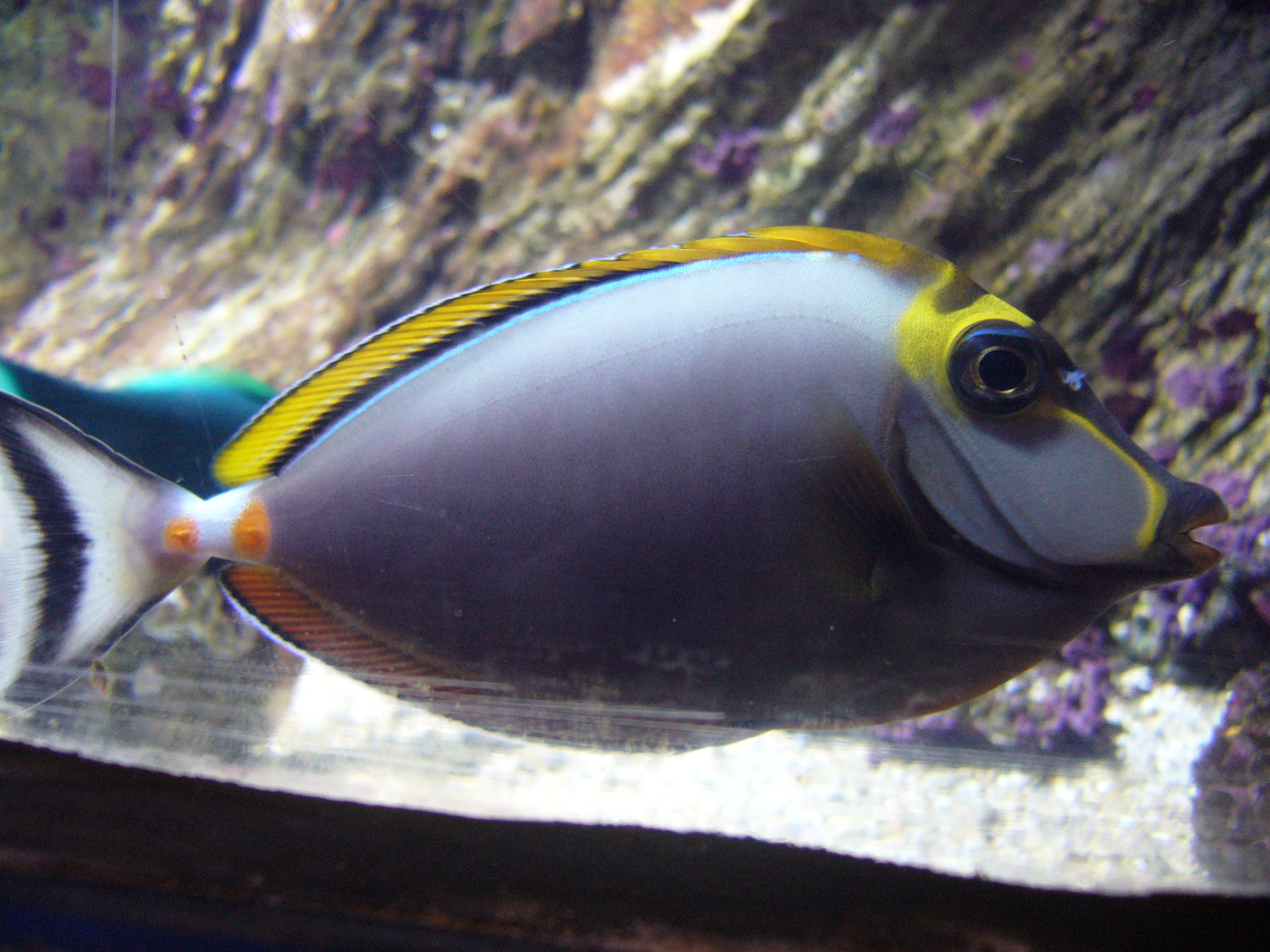
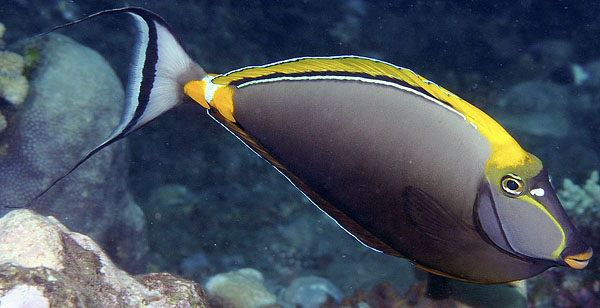
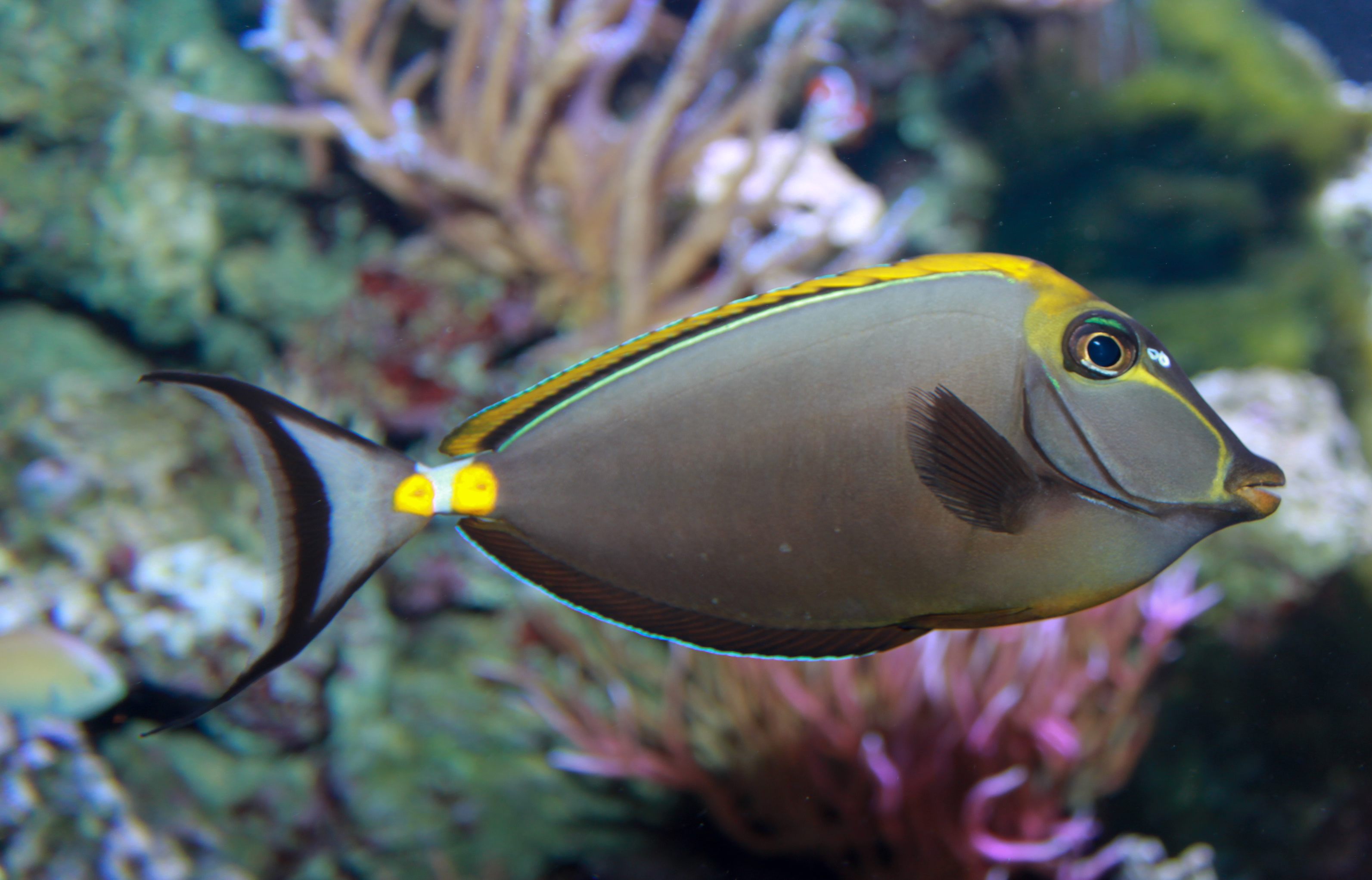
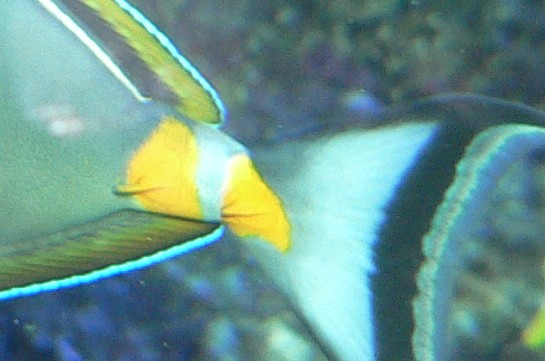
A farokúszója